# Ahrensfelde
Ahrensfelde ist eine amtsfreie Gemeinde im äußersten Süden des Landkreises Barnim in Brandenburg, die vom Berliner Ring durchquert wird. Als Gemeinde im engeren Umkreis von Berlin gehört Ahrensfelde zum Ballungsraum Berlin und damit auch zur europäischen Metropolregion Berlin-Brandenburg.

## Geografie
Die Gemeinde liegt im Grundmoränengebiet des Niederbarnims unmittelbar an der nordöstlichen Stadtgrenze von Berlin im Regionalpark Barnimer Feldmark.
Ahrensfelde grenzt im Nordwesten an Panketal, im Norden an Bernau und im Nordosten an Werneuchen (alle im Landkreis Barnim). Im Osten der Gemeinde liegen Altlandsberg und im Südosten der Ortsteil Hönow der Gemeinde Hoppegarten (beide im Landkreis Märkisch-Oderland). Im Süden und Südwesten grenzen die Berliner Bezirke Marzahn-Hellersdorf, Lichtenberg und Pankow an Ahrensfelde.
Der im Nordosten von Berlin-Marzahn liegende Teil des Plattenbaugebietes wird wegen der über viele Jahrhunderte gemeinsamen Ortslage oft ebenfalls als Ahrensfelde bezeichnet. Der Bahnhof Ahrensfelde befindet sich ebenfalls auf Berliner Stadtgebiet.

## Gemeindegliederung
Die Gemeinde gliedert sich in folgende Ortsteile und bewohnte Gemeindeteile:
- Ahrensfelde
- Blumberg mit dem bewohnten Gemeindeteil Elisenau
- Eiche
- Lindenberg mit den bewohnten Gemeindeteilen Neu-Lindenberg und Klarahöh
- Mehrow mit dem bewohnten Gemeindeteil Trappenfelde

Hinzu kommen die Wohnplätze Eiche Süd, Gut Blumberg, Hoheneiche, Rehhahnsiedlung und Schloßparksiedlung.

## Geschichte

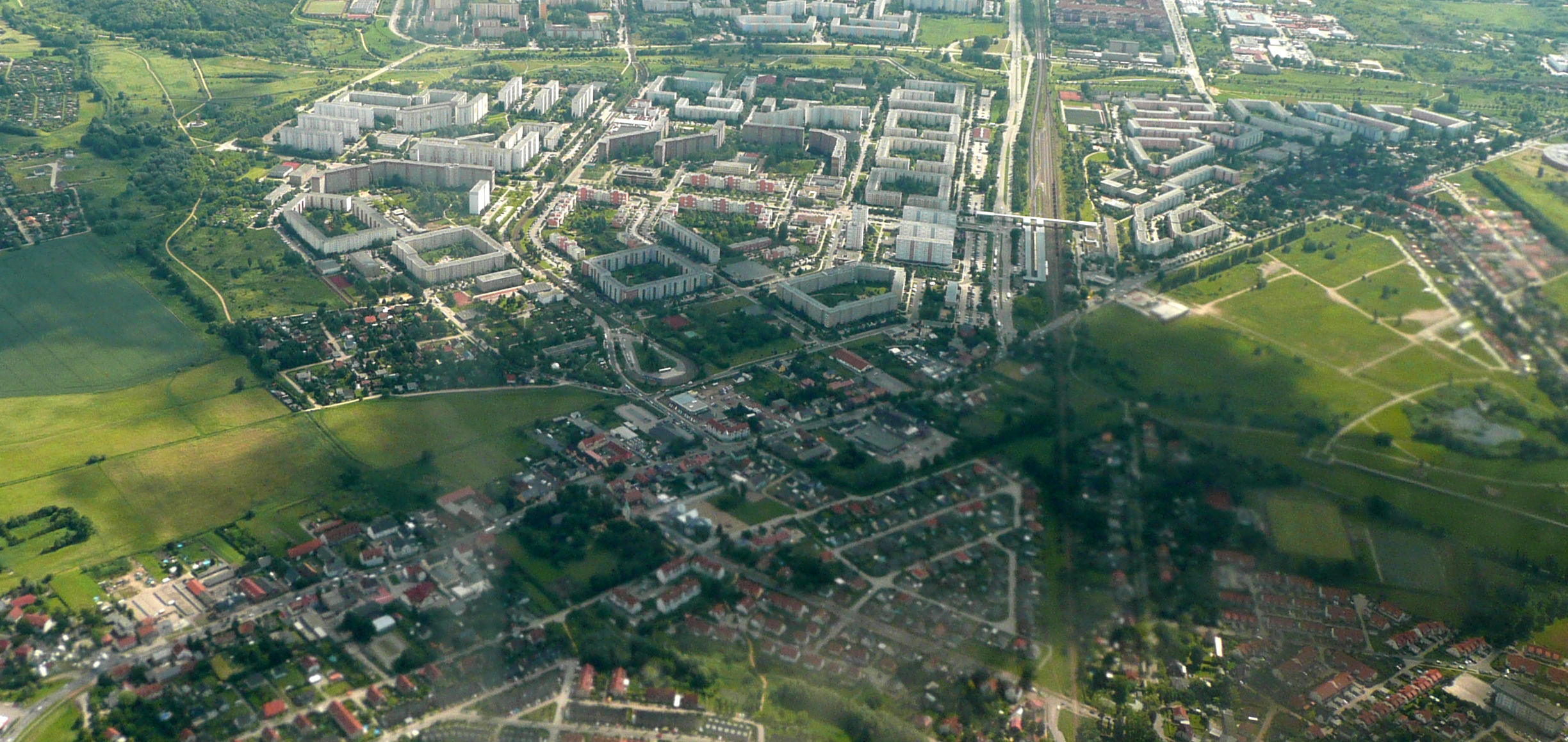
Luftbild von Ahrensfelde (unten) und Berlin-Ahrensfelde (oben)

Die erste Erwähnung Ahrensfeldes erfolgte 1375 im Landbuch Karls IV. als Arnsfelt. Die Benennung erfolgte vermutlich nach einem Berliner Bauherrn.
Ende des 15. Jahrhunderts wurde Ahrensfelde durch den Kurfürsten erworben und bis 1872 als kurfürstliches bzw. königliches Dorf vom Amt Mühlenhof verwaltet. Dieses Amt hatte die Aufgabe, den Hof mit Vorräten zu versorgen. Überdies waren die Güter den Berliner Mühlen mahlpflichtig.
Ahrensfelde gehörte seit 1817 zum Kreis Niederbarnim in der preußischen Provinz Brandenburg. 1952 erfolgte im Zuge der DDR-Gebietsreform die Auflösung des Landkreises Niederbarnim und die Eingliederung in den Kreis Bernau des Bezirks Frankfurt (Oder).
Bei der Bildung des Stadtbezirks Marzahn in den 1970er Jahren verlor Ahrensfelde 56 Hektar seines ursprünglichen Ortsgebiets an Berlin, zunächst (1979) nur verwaltungstechnisch als Vereinbarung der Bezirksplankommission Berlin und der Bezirksplankommission Frankfurt/Oder in Durchführung der Aufgaben zur Entwicklung der Hauptstadt der DDR – Berlin und dann endgültig am 3. Oktober 1990 durch den Einigungsvertrag zwischen der DDR und der BRD. Dieser Teil im heutigen Ortsteil Marzahn wird im Volksmund Berlin-Ahrensfelde genannt. Ein Grund dafür dürfte darin bestehen, dass der am Westrand der Siedlung gelegene Endhaltepunkt der Berliner S-Bahn den Namen Ahrensfelde nach 1979 behielt und dieser (noch) nicht den veränderten Gegebenheiten angepasst wurde.
Im Jahr 1992 schlossen sich die Gemeinden Blumberg, Ahrensfelde, Lindenberg, Eiche und Mehrow zu einem Verwaltungsverbund zusammen. Am 13. Juli 1992 erteilte der Minister des Innern des Landes Brandenburg seine Zustimmung zur Bildung des Amtes Ahrensfelde/Blumberg. Als Zeitpunkt des Zustandekommens des Amtes wurde der 31. Juli 1992 festgelegt. Das Amt hatte seinen Sitz in der Gemeinde Ahrensfelde. Nach einer Bekanntmachung des Ministeriums des Innern des Landes Brandenburg vom 7. Juni 2002 wurde die Eingliederung der Gemeinde Mehrow in die Gemeinde Ahrensfelde genehmigt. Der Zusammenschluss wurde aber erst zum Zeitpunkt der nächsten landesweiten Kommunalwahlen (= 26. Oktober 2003) rechtswirksam. Am 26. Oktober 2003 wurde aus den Gemeinden Ahrensfelde, Blumberg, Eiche und Lindenberg die neue Gemeinde Ahrensfelde-Blumberg gebildet. Das Amt Ahrensfelde/Blumberg wurde aufgelöst, die Gemeinde Ahrensfelde-Blumberg amtsfrei. Zum 1. Oktober 2004 wurde der Name der Gemeinde in Ahrensfelde geändert. Laut der Hauptsatzung gliedert sich die Gemeinde Ahrensfelde wieder in fünf Ortsteile.

## Bevölkerungsentwicklung
| Jahr | Einwohner |
| ---- | --------- |
| 1875 | 0 433     |
| 1890 | 0 497     |
| 1910 | 0 740     |
| 1925 | 0 736     |
| 1933 | 1.297     |
| 1939 | 1.887     |

| Jahr | Einwohner |
| ---- | --------- |
| 1946 | 1.795     |
| 1950 | 1.962     |
| 1964 | 1.823     |
| 1971 | 1.781     |
| 1981 | 1.547     |
| 1985 | 1.471     |

| Jahr | Einwohner |
| ---- | --------- |
| 1990 | 01 408    |
| 1995 | 01 503    |
| 2000 | 03 914    |
| 2005 | 12.848    |
| 2010 | 13.028    |
| 2015 | 12.954    |

| Jahr | Einwohner |
| ---- | --------- |
| 2020 | 13.959    |
| 2021 | 14.011    |
| 2022 | 14.064    |
| 2023 | 14.168    |
| 2024 | 14.423    |

Gebietsstand des jeweiligen Jahres, Einwohnerzahl: Stand 31. Dezember (ab 1991), ab 2011 auf Basis des Zensus 2011, ab 2022 auf Basis des Zensus 2022
Die Zunahme der Einwohnerzahl 2005 ist auf den Zusammenschluss mehrerer Gemeinden zur neuen Gemeinde Ahrensfelde im Jahr 2003 zurückzuführen.

## Politik

### Gemeindevertretung
Die Gemeindevertretung von Ahrensfelde besteht aus 22 Gemeindevertretern und dem hauptamtlichen Bürgermeister. Die Kommunalwahl am 9. Juni 2024 führte bei einer Wahlbeteiligung von 74,2 % zu folgendem Ergebnis:
| AfD                             | –      | –  | 13,7 % | 3  | 23,0 % | 5  |
| Ahrensfelder Wählergemeinschaft | 21,9 % | 5  | 15,0 % | 3  | 17,7 % | 4  |
| CDU                             | 22,9 % | 5  | 17,0 % | 4  | 15,5 % | 3  |
| SPD                             | 15,5 % | 3  | 12,7 % | 3  | 10,2 % | 2  |
| Bürgerverein Eiche              | 09,9 % | 2  | 07,3 % | 2  | 08,6 % | 2  |
| Bürger für Ahrensfelde          | –      | –  | –      | –  | 08,4 % | 2  |
| Freie Wähler Ahrensfelde        | 04,7 % | 1  | 10,8 % | 2  | 07,6 % | 2  |
| Die Linke                       | 18,3 % | 4  | 13,2 % | 3  | 04,8 % | 1  |
| Bündnis 90/Die Grünen           | 03,4 % | 1  | 08,1 % | 2  | 04,2 % | 1  |
| FDP                             | 03,4 % | 1  | 02,2 % | –  | –      | –  |
| Insgesamt                       | 100 %  | 22 | 100 %  | 22 | 100 %  | 22 |

### Bürgermeister
- 1998–2003[15]
  - Ahrensfelde: Peter Hackbarth (Freie Wählergemeinschaft Ahrensfelde)
  - Blumberg: Jörg Dreger (SPD)
  - Eiche: Bernd Heidenreich (Bürgerverein Eiche)
  - Lindenberg: Wilfried Gehrke (CDU)
  - Mehrow: Arno Lüdke (Einzelbewerber)
- seit 2003: Wilfried Gehrke (CDU)[16]

Gehrke wurde in der Bürgermeisterwahl am 11. September 2011 mit 78,0 % der gültigen Stimmen wiedergewählt. Er wurde am 1. September 2019 ohne Gegenkandidat mit 75,9 % der gültigen Stimmen in seinem Amt bestätigt. Seine Amtszeit beträgt acht Jahre.

### Wappen
| Wappen von Ahrensfelde | Blasonierung: „In Grün eine gestürzte, eingebogene und silbern-rot geschachte Spitze, überdeckt von fünf wachsenden, zur Garbe gebundenen goldenen Kornähren.“ |
| Wappen von Ahrensfelde | Wappenbegründung: Die amtsfreie Gemeinde Ahrensfelde besteht aus den Ortsteilen Ahrensfelde, Blumberg, Eiche, Lindenberg und Mehrow. Die fünf Ähren verstehen sich als Hauptmotiv des Gemeindewappens. Sie übersetzen als redendes Motiv den Gemeindenamen ins Bild. Die einzelnen Ähren versinnbildlichen die fünf Ortsteile der Gemeinde. Das Band deutet das Zusammenhalten der einzelnen Ortsteile an. Das rot-silbern geschachte Feld im oberen Schildbereich lässt ganz bewusst mehrere Deutungen zu. Es erinnert an einen abstrakten Grundstücks- und Häusergrundriss oder an eine gemauerte Struktur. Beides deutet auf die Stärken der Einheitsgemeinde Ahrensfelde als Wohnbaustandort am nordöstlichen Rand Berlins. Darüber hinaus verweist die rot-silberne Tingierung dieses Heroldstücks auf die Zugehörigkeit der Gemeinde zum Land Brandenburg. Das Wappen wurde vom Erfurter Heraldiker Frank Diemar gestaltet und am 15. Februar 2007 durch das Ministerium des Innern genehmigt. |

Wappen des Ortsteils
| Wappen von Ahrensfelde 1995 | Blasonierung: „In Grün jeweils golden eine Sense, vier Getreidehalme und eine Harke garbenweise gestellt und durch ein goldenes Band mit flatternden Enden zusammengehalten.“ |
| Wappen von Ahrensfelde 1995 | Wappenbegründung: Das Wappen ist eine Neuschöpfung, der das bis 1953 in der Gemeinde geführte Siegelbild zugrunde gelegt ist. Die goldene Korngarbe in grünem Feld knüpft an den Ortsnamen an, der zwar erst seit 1375 als Arnsfelde belegt ist, aber wohl auf ein in der Siedlungsepoche des 13. Jahrhunderts entstandenes Dorf auf dem Felde eines Arn oder Arent Bezug nimmt. Das Wappen ist damit in gewisser Weise ein redendes. Das Wappen wurde vom Erfurter Heraldiker Frank Diemar gestaltet und am 17. August 1995 durch das Ministerium des Innern genehmigt. |

### Flagge
Die Flagge wurde vom Heraldiker Frank Diemar gestaltet und am 15. Februar 2007 durch das Ministerium des Innern genehmigt.
Die Flagge ist Grün – Gelb – Grün (1:4:1) gestreift (Querform: Streifen waagerecht verlaufend, Längsform: Streifen senkrecht verlaufend) und mittig mit dem Wappen belegt.
Flagge des Ortsteils
Die Flagge wurde vom Heraldiker Frank Diemar gestaltet und am 19. September 1995 durch das Ministerium des Innern genehmigt.
Die Flagge ist Grün – Weiß – Grün (1:2:1) gestreift (Querform: Streifen waagerecht verlaufend, Längsform: Streifen senkrecht verlaufend) und mittig mit dem Wappen belegt.

### Dienstsiegel
Das Dienstsiegel zeigt das Wappen der Gemeinde mit der Umschrift GEMEINDE AHRENSFELDE • LANDKREIS BARNIM.

## Sehenswürdigkeiten

### Bauwerke

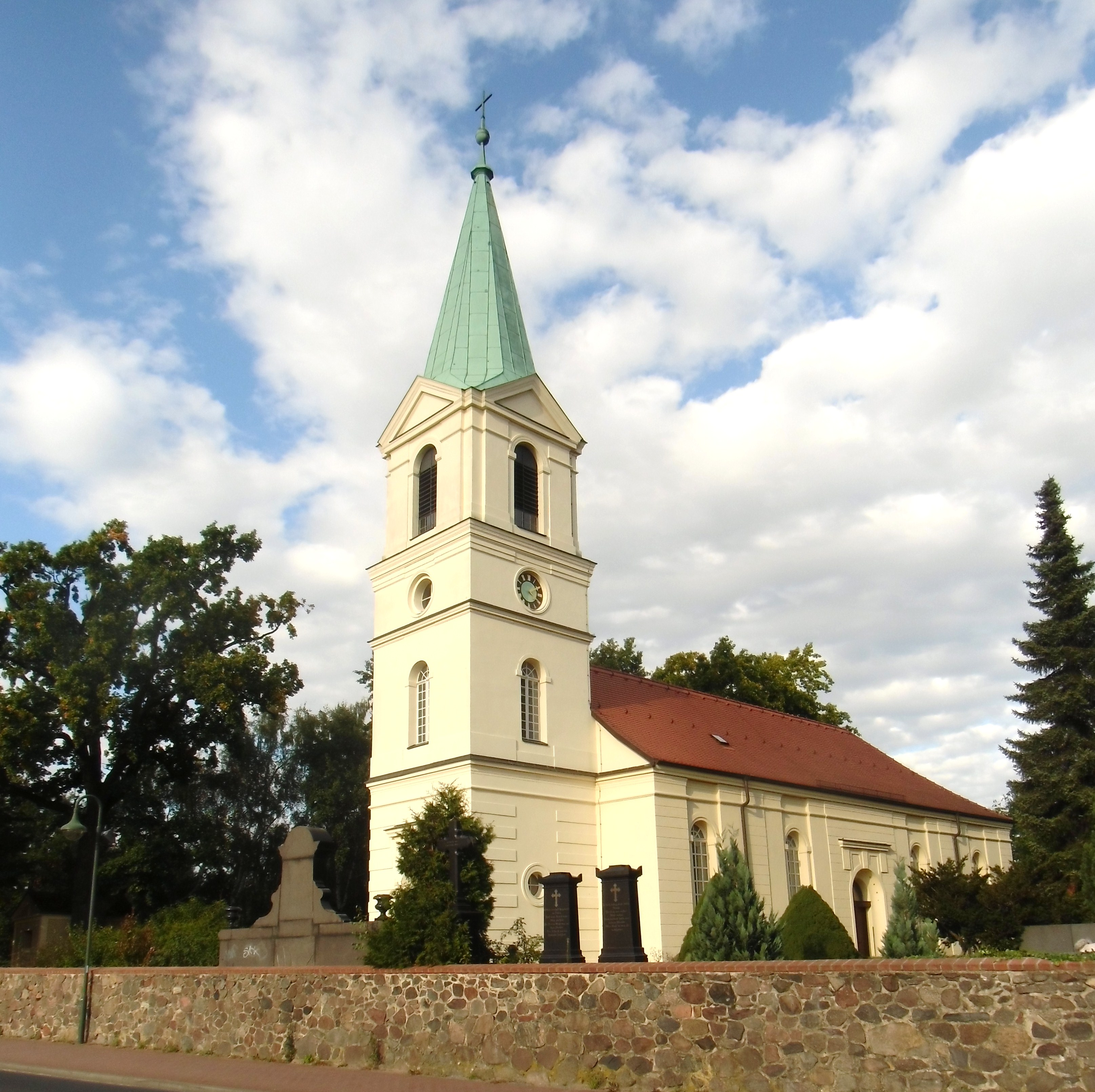
Kirche Ahrensfelde
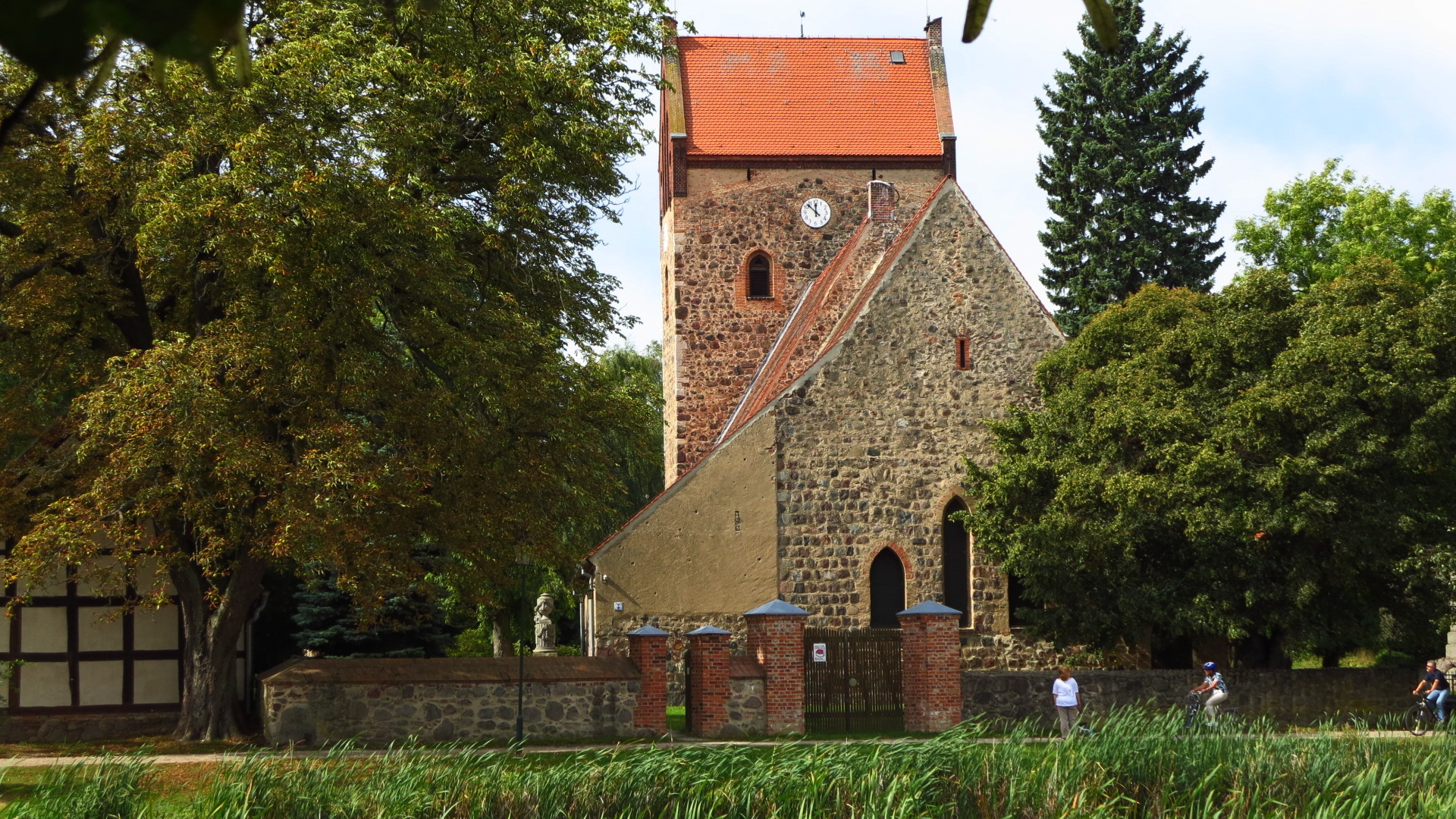
Dorfkirche Blumberg
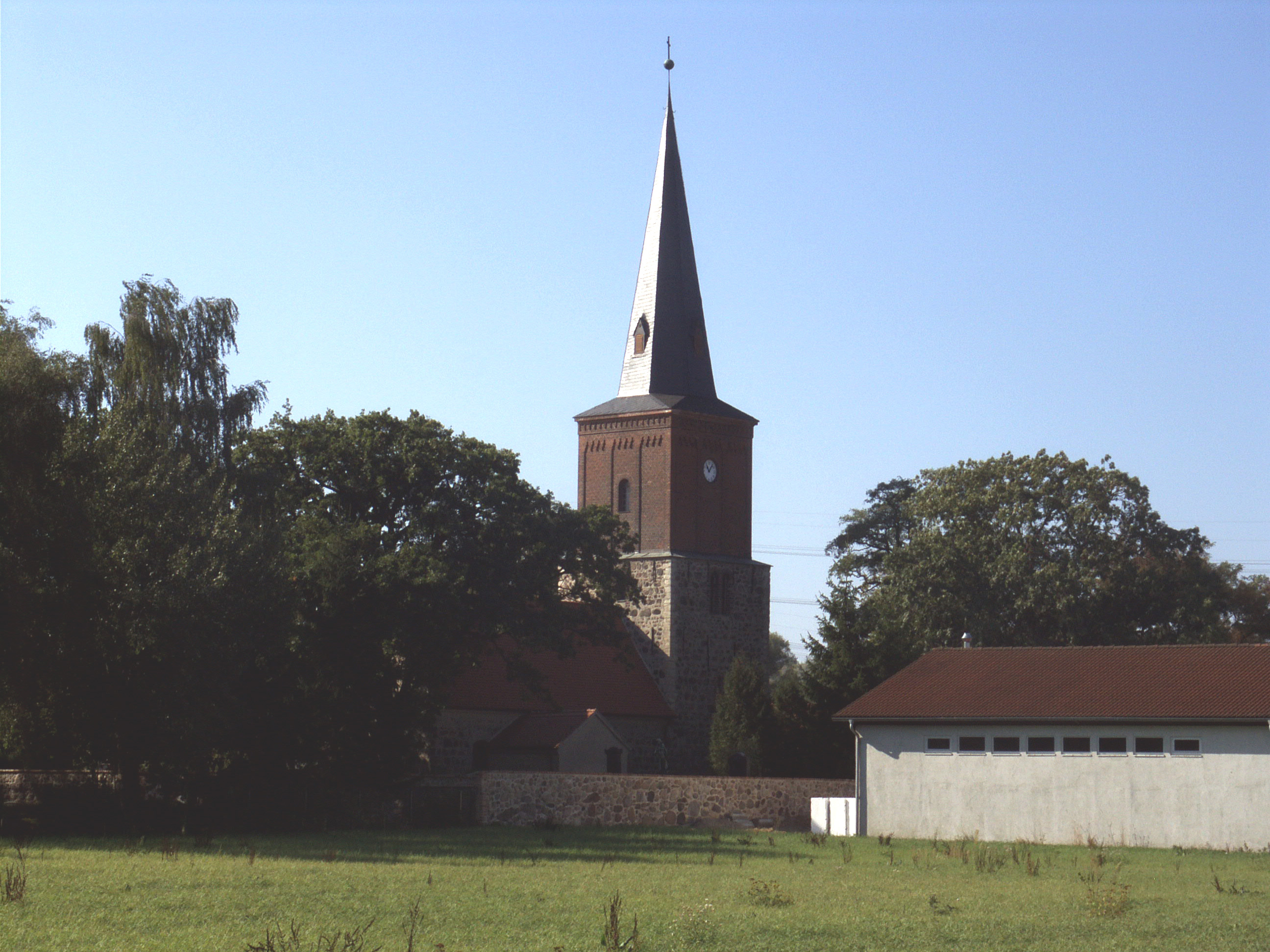
Dorfkirche Eiche
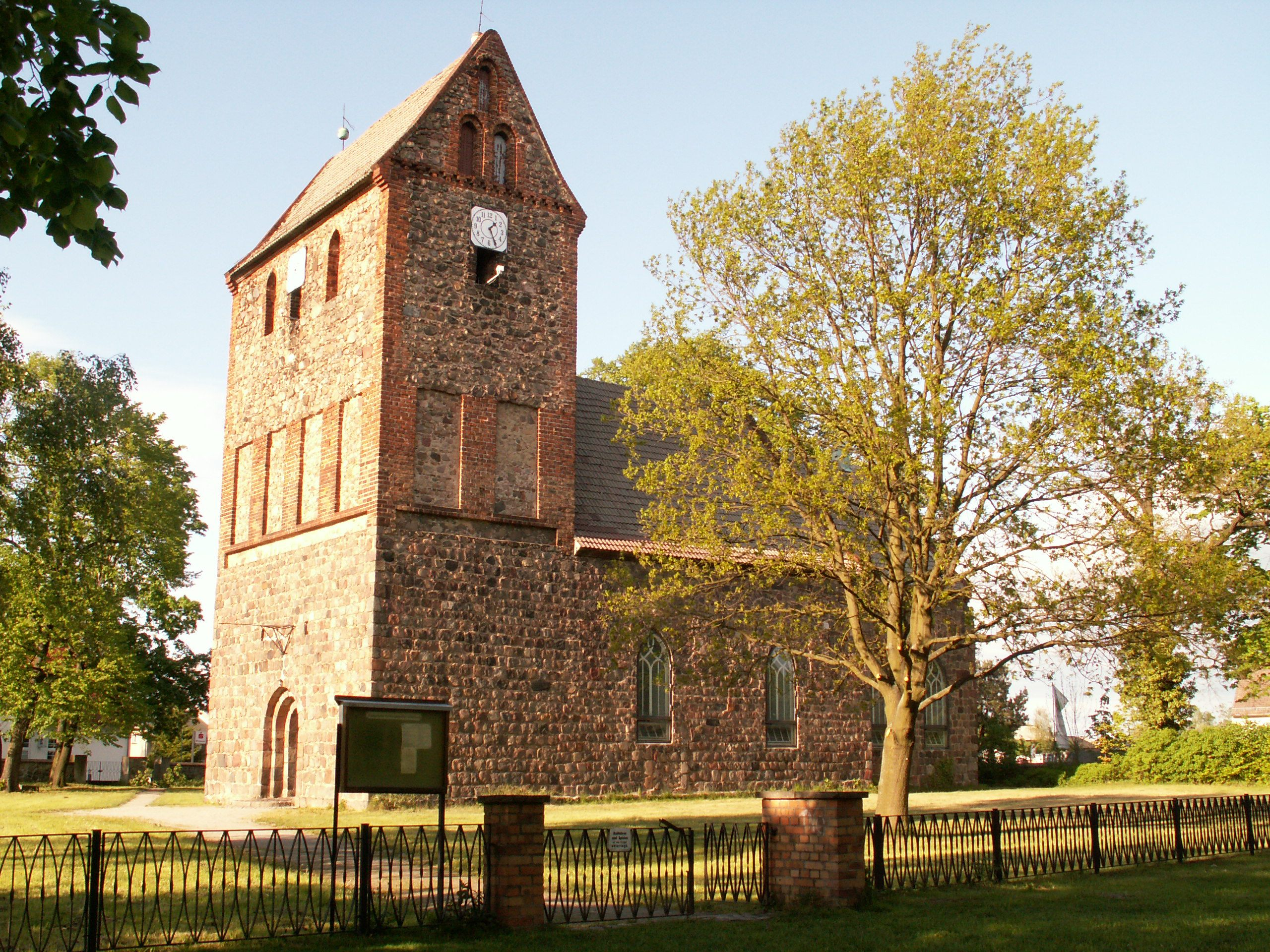
Dorfkirche Lindenberg
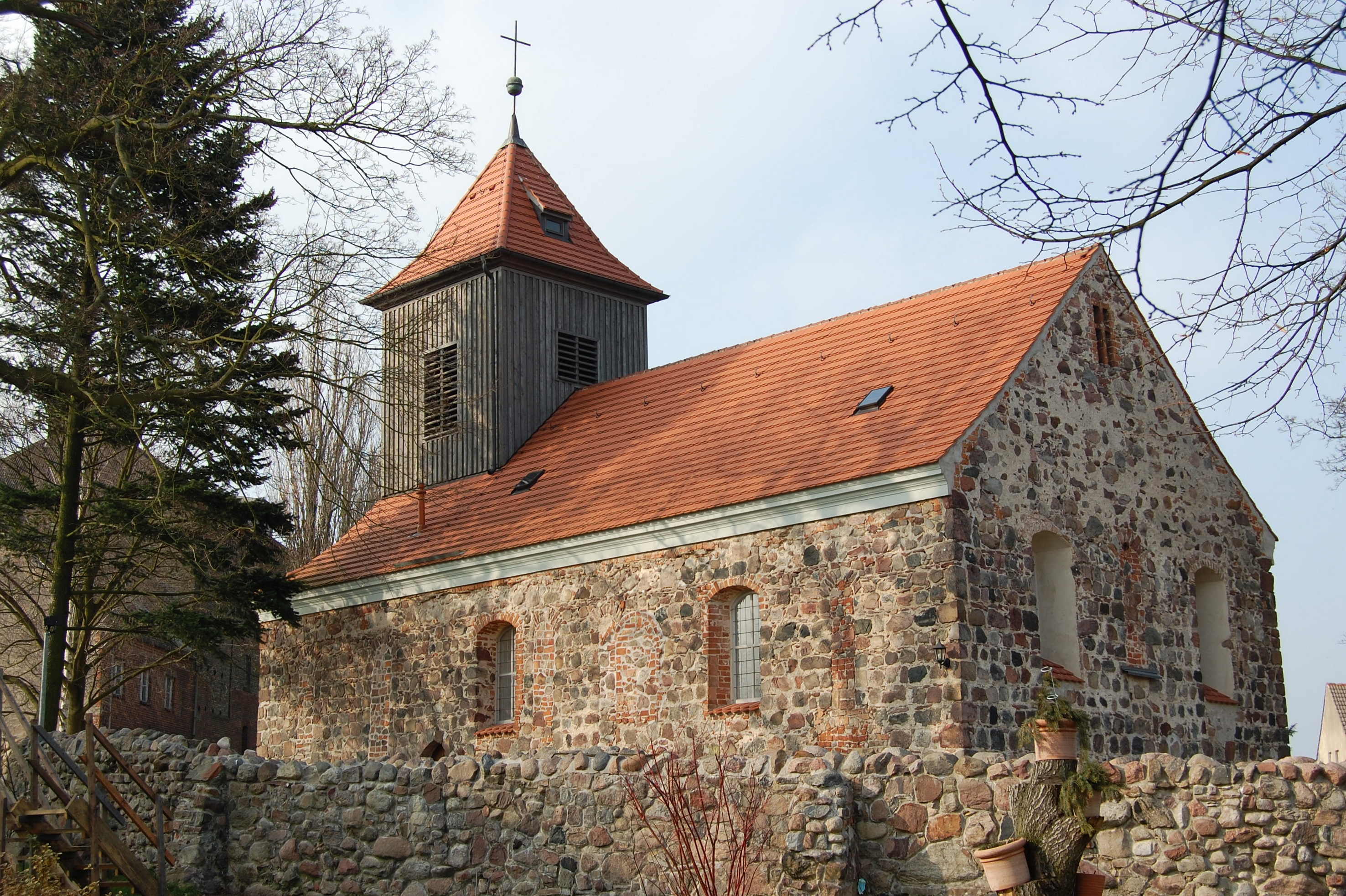
Dorfkirche Mehrow aus dem 13. Jahrhundert

### Parks und Naturdenkmale
- Lenné-Park, Landschaftspark in Blumberg gestaltet von Peter Joseph Lenné
- Ostkirchhof Ahrensfelde, parkähnlicher Friedhof in Ahrensfelde

### Bodendenkmale
Siehe: Liste der Bodendenkmale in Ahrensfelde

## Wirtschaft und Infrastruktur

### Ansässige Unternehmen
Die SchwörerHaus KG unterhält in Ortsteil Blumberg ein Werk zur Fertigung von Bädern für Hotelanlagen und Gesundheitseinrichtungen. Bergmann & Franz betreibt in Blumberg ein Logistikzentrum auf einer Gesamtfläche von 43.000 Quadratmeter. Möbel Hübner, das Möbelhaus der Familie Türklitz, betreibt seit 1994 in Blumberg ein Hochregallager mit einer Nutzfläche von 21.000 Quadratmeter. Der Verlag für Geowissenschaften Berlin hat seinen Sitz in Ahrensfelde. Am Südrand der Gemeinde befindet sich der Kaufpark Eiche.
Die LEAG betreibt ein Gasturbinenkraftwerk in Ahrensfelde.

### Bundespolizei
Im Ortsteil Blumberg befindet sich ein bedeutender Standort der Bundespolizei. Zum einen hat dort die (deutschlandweit größte) Bundespolizeiabteilung Blumberg mit rund 860 Mitarbeitern (davon 750 Polizeivollzugsbeamte) ihren Sitz, zum anderen ist dort die Bundespolizei-Fliegerstaffel Ost mit mehr als 100 Mitarbeitern (fliegendes und technisches Personal) stationiert. Die 18 hier beheimateten Hubschrauber der Typen EC 135, EC 155, Puma und Super Puma dienen unter anderem der Sicherung von Grenzen und Bahnanlagen, der Beförderung des Bundespräsidenten, von Mitgliedern der Bundesregierung und Staatsgästen sowieso der Unterstützung in Katastrophenfällen.

### Verkehr
Straße
Durch die Gemeinde führen
- die Bundesstraße 2 zwischen dem Autobahndreieck Barnim und dem Ortsteil Lindenberg nach Berlin
- die Bundesstraße 158 von Werneuchen durch Blumberg über die Autobahnanschlussstelle Berlin-Hohenschönhausen durch Ahrensfelde nach Berlin. Sie fungiert für die angrenzenden Bezirke Berlins als Zubringer zur A 10, was häufig zu Staus im Ort führt. Aus diesem Grund wird bereits seit längerer Zeit eine Ortsumfahrung geplant. Die ausgewählte Variante B 158n soll auf einer Länge von etwa 4,5 km südlich von Ahrensfelde verlaufen.[22] Das Planfeststellungs- und Anhörungsverfahren erbrachte über 1000 Einwände.[23]

Die Bundesautobahn 10 (Berliner Ring) führt in zwei Teilstücken durch das Gemeindegebiet:
- zwischen den Ortsteilen Ahrensfelde und Blumberg ca. 6,5 km von Nordwesten nach Südosten mit der Anschlussstelle Berlin-Hohenschönhausen
- nördlich des Ortsteils Lindenberg ca. 1,2 km von West nach Ost

Bahn
Die Bahnhöfe Ahrensfelde und Blumberg (b Berlin) sowie die Haltepunkte Ahrensfelde Friedhof, Ahrensfelde Nord und Blumberg-Rehhahn liegen an der Bahnstrecke Berlin–Wriezen und werden von der Regionalbahnlinie RB 25 (Berlin Ostkreuz–Werneuchen) bedient.
Der Bahnhof Ahrensfelde ist Endstation der Linie S 7 der Berliner S-Bahn nach Potsdam Hauptbahnhof.
Ahrensfelde und Blumberg erhielten mit der Eröffnung der Wriezener Bahn zwischen Berlin-Lichtenberg und Werneuchen am 1. Mai 1898 Anschluss an das preußische Eisenbahnnetz. Der Bahnhof Ahrensfelde entstand an der Chaussee von Weißensee nach Freienwalde auf Falkenberger Gemarkung und liegt seit 1920 somit in Berlin. 1908 ging der Haltepunkt Ahrensfelde Friedhof in Betrieb. Wie sein Name verrät, diente er der Anbindung an den im gleichen Jahr eröffneten Ostkirchhof. Bis 1910 wurde die Station zum Bahnhof mit Mittelbahnsteig ausgebaut, der Antransport der Leichen fand über ein Nebengleis statt. Da auf der Wriezener Bahn jedoch bis 1938 der Berliner Vororttarif nicht galt, scheuten die Angehörigen die Bahnfahrt und ließen ihre Verstorbenen auf den teureren Berliner Friedhöfen bestatten. Der Bahnhof Ahrensfelde Friedhof erreichte nie die vorgesehene Bedeutung und wurde bis 1939 wieder zum Haltepunkt zurückgebaut. Der Haltepunkt Blumberg-Rehhahn wurde 2013 in Betrieb genommen, um das dortige Gewerbegebiet zu erschließen.
Ab 1982 fuhren die Züge der Berliner S-Bahn bis Ahrensfelde (ab 1991 als Linie S 7), wo die Nahverkehrszüge bis Wriezen seitdem ihren Endpunkt hatten. Für die Erschließung der bebauten Gebiete im Norden der Gemeinde entstand im Folgejahr der Haltepunkt Ahrensfelde Nord. Seit 1993 fahren die dieselbetriebenen Züge von Ahrensfelde weiter zum Bahnhof Lichtenberg, seit 1995 unter der Linienbezeichnung RB 25 (zwischenzeitlich OE 25). Betreiber der Linie war seit 2004 die Ostdeutsche Eisenbahn (ODEG). Seit 14. Dezember 2014 erfolgt die Durchführung des Personenverkehrs auf der Strecke durch die Niederbarnimer Eisenbahn (NEB), die ab Ende 2024 im halbstündigen Takt fahren wird.
Straßenbahn und Bus
Als Ergänzung zur Wriezener Bahn war Anfang des 20. Jahrhunderts die Verlängerung der Straßenbahn Berlin–Hohenschönhausen nach Ahrensfelde mit Option zum Ostkirchhof vorgesehen. Das Vorhaben wurde jedoch nicht umgesetzt. Ab Mitte der 1930er Jahre bestand eine Omnibusverbindung von Malchow über Weißensee und Falkenberg nach Ahrensfelde. Die Linie C fuhr nach dem Zweiten Weltkrieg als Linie A 46 (ab 1968 ohne Präfix), später als Linie 41. Im Rahmen des Tatraprogramms wurde 1986 das Netz der Berliner Straßenbahn nach Ahrensfelde ausgebaut, die Endhaltestelle lag damals außerhalb der Berliner Stadtgrenze und wurde am 3. Oktober 1990 nach Berlin eingemeindet. Die Schleife wird sowohl von der Straßenbahn sowie (seit 1988) von den Omnibussen bedient und ist so angelegt, dass ein bahnsteiggleicher Umstieg zwischen beiden Verkehrsmitteln erfolgen kann. Gleichzeitig wurden mehrere Buslinien durch den damaligen Stadtbezirk Marzahn nach Ahrensfelde eingerichtet, die die Neubaugebiete zusätzlich erschlossen. Gegenwärtig (Stand: 2020) wird die Gemeinde von den Straßenbahnlinien M 8 und 16 sowie mehreren Buslinien der Berliner Verkehrsbetriebe und der Barnimer Busgesellschaft erschlossen.
Streckenweise auf Berliner Gebiet verkehrt die Buslinie 390 nach Mehrow. Mit der Buslinie 901 besteht eine Verbindung nach Bernau. Beide Linien binden auch den Bahnhof Ahrensfelde Friedhof an.

### Vereine
| - Förderverein Ahrensfelde - Förderverein der Freiwilligen Feuerwehr Ahrensfelde. - Motorsportclub Ahrensfelde - Hundesportverein Ahrensfelde | - Schützenverein Ahrensfelde von 1993 - Siedlergemeinschaft Ahrensfelde - SV 1908 Grün-Weiss Ahrensfelde (Fußball, Volleyball, Turnen, Frauen- und Seniorensport, Cheerleading) - Reit- und Fahrverein Ahrensfelde |

## Persönlichkeiten
- Franz Lichtenberger (1881–1942), Jugendschriftsteller, in Ahrensfelde geboren
- Klaus Kieper (1935–2018), Eisenbahnautor und -fotograf, lebte in Ahrensfelde
- Henry Arland (* 1945), Musiker und Komponist, lebt seit 1999 in Ahrensfelde
- Ulrich Wutzke (* 1946), Geologe, lebt in Ahrensfelde
- Dana Guth (* 1970), Politikerin (ehemals AfD), in Mehrow geboren